# Myotis hajastanicus
Myotis hajastanicus là một loài động vật có vú trong họ Dơi muỗi, bộ Dơi. Loài này được Argyropulo mô tả năm 1939.